# Danzi Kwintet
Het Danzi Kwintet was een Nederlands blaaskwintet dat bestond van 1958 tot 1978.
De naam is afkomstig van de componist Franz Danzi (1763-1826), die negen blaaskwintetten schreef. Het werd opgericht door Frans Vester, die gedurende de gehele periode in het kwintet speelde en de artistieke leiding had. Het kwintet gaf wereldwijd concerten, onder andere veelvuldig in de Verenigde Staten. In april 1958 gaf het Danzi Kwintet de Nederlandse première van het berucht moeilijke blaaskwintet op. 26 van Arnold Schönberg, dat al uit 1924 stamt. Er waren die avond in het Haagse Pulchri Studio op dat moment slechts 15 mensen in het publiek aanwezig. Dit werk werd een van de belangrijkste en meest geprezen repertoirestukken van het Danzi Kwintet.
Het kwintet legde zich toe op eigentijdse muziek, maar speelde ook veel muziek uit de klassieke en romantische perioden. Doordat zij daarbij 'tijdeigen' instrumenten gebruikten, waren zij pioniers van de authentieke uitvoeringspraktijk. 

## Samenstelling
De leden van het kwintet waren: 
- Dwarsfluit en artistieke leiding: Frans Vester
- Hobo: achtereenvolgens Leo Driehuys, Koen van Slogteren, Maarten Karres, Han de Vries, Jan Spronk
- Klarinet: Pem Godrie, later Piet Honingh
- Fagot: Brian Pollard
- Hoorn: Adriaan van Woudenberg

## Composities
Verscheidene componisten schreven werken voor het Danzi Kwintet, onder wie:
- Peter Schat: Improvisations and symphonies, opus 11, 1960
- Ton de Leeuw: Antiphonie, 1960
- Rob du Bois: Chants en contrepoints, 1962 en Réflexions sur le jour où Pérotin le Grand ressuscitera, 1969
- Will Eisma: Fontemara, 1965
- Misha Mengelberg: Omtrent een componistenactie, 1966
- Josef Tal: Wind Quintet, 1966
- Jan van Vlijmen: Tweede blaaskwintet, 1972